# عبد العزيز كركاش
عبد العزيز كركاش (مواليد 3 مارس 1965) مدرب كرة قدم مغربي يُدرب حاليًّا نادي أولمبيك خريبكة 2021/2020.

## مسيرته

### باعتباره لاعبا
أستاذ للتربية البدنية، حاصل على مدرب من الدرجة الثالثة من مدرسة هيزل ببلجيكا، لاعب سابق بالمولودية الوجدية والنهضة البركانية والنادي القنيطري والاتحاد الإسلامي الوجدي، لعب في موسم 1998-1999 في النادي البلجيكي (Racing Jet Wavre).

### باعتباره مدربا
درّب العديد من الاندية المغربية، من بينها:
نهضة سطات (2001)، المولودية الوجدية (2002)، شباب المسيرة (2003)، ونادي السويق العُماني (2003-2004)، وفريق هلال الناظور (2004-2005)، ثم عاد لتدريب المولودية الوجدية لموسم (2006-2007) وبداية موسم (2007-2008).

## روابط خارجية
- عبد العزيز كركاش على موقع قاعدة بيانات كرة القدم.إي يو (الإنجليزية)